# Миклош, Бела
Кавалер Бела Миклош-Дальноки (венг. Dálnoki Miklós Béla; 11 июня 1890, Будапешт — 21 ноября 1948, Будапешт) — венгерский военный и политический деятель, генерал-лейтенант (1943). Председатель Временного национального правительства Венгрии (1944–1945), функционировавшего на освобождённой РККА территории страны.

## Происхождение и образование
Был родом из бедных дворян-секеев, традиционно служивших в армии.
Учился до 1907 года в Высшей реальной гонведской школе в Оденбурге, завершил обучение в 1910 году в Пештской военной академии «Людовика» в звании лейтенанта.

## Первая мировая война и межвоенный период
Во время 1-й мировой войны служил на различных фронтах, затем в Генеральном штабе. По окончании войны он краткое время, в 1920/1921 годах, стал преподавателем военной академии «Людовика», после чего работал в военном министерстве. С 1929 года занимал должность заместителя руководителя Военной канцелярии венгерского регента адмирала М. Хорти. В 1933—1936 годах был военным атташе в Берлине, после чего был назначен командиром полка.

## Вторая мировая война
С 1936 года служил в различных воинских частях, и в частности, на оккупированной территории Югославии и СССР. В должности командира венгерского «Подвижного корпуса» (Gyorshadtest) в составе 24 000 человек он с 1940 по 1942 год принимал участие в операции «Барбаросса» и был подчинён группе армий «Юг» под командованием фон Рундштедта. После Киевской операции за заслуги по окружению советских войск первым из воевавших венгерских офицеров получил 4 декабря 1941 года немецкий Рыцарский крест Железного креста. (глава Венгрии адмирал Хорти получил эту награду 10.09.1941).
В ноябре 1941 года получил звание фельдмаршал-лейтенант (Altábornagy, равное немецкому генералу инфантерии) и возвратился в Будапешт с сильно ослабленным в боях «Подвижным корпусом».
С октября 1942 по 1944 год занимал должность начальника военной канцелярии регента Хорти, а в 1943 году получил звание генерал-полковника (Vezérezredes).
В качестве доверенного лица Хорти встретился 21 июля 1944 года с Гитлером, чтобы, с одной стороны, убедить его в верности Венгрии после покушения 20 июля, а с другой, передать пожелание Хорти об отводе венгерских войск.

## Конец Второй мировой войны
Возглавил 1-ю венгерскую армию с 1 августа 1944 года. Поскольку его армия понесла значительные потери в ходе Карпатско-Ужгородской операции, стал высказывать соображения о возможности сепаратного мира с противниками Германии и о выходе Венгрии из войны. 16 октября 1944 года ему было приказано явиться в ставку немецкого генерала Г. Хейнрици, и он, опасаясь ареста, перешёл линию фронта вместе с одним из адъютантов и двумя сержантами и утром 17 октября 1944 года был препровождён в ставку командования советской группировки, которая находилась в польском местечке Леско близ Пшемысля. По требованию советского командования обратился по радио с воззванием к венгерским офицерам о переходе Первой венгерской армии на сторону СССР. В свою очередь, советское командование изначально планировало вооружить перешедших на их сторону венгров и создать из них просоветские формирования. Однако венгерские офицеры отказались сдаваться в ответ на воззвание Миклоша; один командир полка, попытавшийся это сделать, был схвачен немцами и казнён.

## Временное правительство
21 декабря 1944 года в Дебрецене была созвана Временная ассамблея, состоявшая из представителей коммунистов, Партии мелких сельских хозяев, социал-демократов, а также Крестьянской и Гражданской партий. Ассамблея избрала временное правительство, которое возглавил генерал Миклош. Сохранял должность до проведения выборов 15 ноября 1945 года.

## Послевоенный период
Ещё до парламентских выборов 1947 года вступил в Венгерскую партию независимости, в которой играл ведущую роль. Хотя попал в парламент, но был незаконно лишён парламентского мандата коммунистами.
После ухода из политики его семья подвергалась преследованиям, сын был отправлен в ссылку. Когда Б. Миклош умер в Будапеште 21 ноября 1948 года, его похоронили без воинских почестей.